# 47e sessie van de Commissie voor het Werelderfgoed

Logo van de UNESCO World Heritage Convention

De 47e sessie van de Commissie voor het Werelderfgoed is een bijeenkomst van de UNESCO Commissie voor het Werelderfgoed die plaats vond in het UNESCO kantoor te Parijs, van 6 tot 16 juli 2025.
De vergadering was gepland doorgang te vinden in juni of juli 2025 in de Bulgaarse hoofdstad Sofia. Op vraag van de Bulgaarse autoriteiten werd de locatie en datum van de sessie op 5 maart 2025 door het bureau van de commissie verplaatst naar het UNESCO kantoor te Parijs.
De Commissie voor het Werelderfgoed van de UNESCO oordeelt jaarlijks over nieuwe nominaties van natuur- en cultureel erfgoed, door landen voorgedragen als werelderfgoed, en enkele aanpassingen of uitbreidingen van eerder erkende sites die door landen werden ingediend. Er werden 37 voorstellen ingediend binnen de reglementaire periode tussen 2 februari 2023 en 1 februari 2024. Daarvan waren drie voorstellen onvolledig, dus wordt het proces vervolgd met 34 voorgestelde sites, 25 culturele en 9 natuursites waaronder de Deense Møns Klint kliffen, het Malawisch cultureel landschap van Mount Mulanje, het historisch stadscentrum van het Russische Gorochovets of het Braziliaanse Nationaal park Cavernas do Peruaçu. Deze worden nog voorafgaand aan de sessie in 2025 door werkgroepen van de commissie geëvalueerd. Maar ook de situatie van het erfgoed dat voorkomt op de lijst van bedreigd werelderfgoed, en de eventuele aanvullingen die hier noodzakelijk zijn, worden besproken.
Als voorzitter voor deze sessie werd de Bulgaarse Dr. Nikolay Nenov aangeduid. Hij is hoogleraar museologie en etnologie en directeur van het Regionaal Historisch Museum in Roese. Leden van de commissie voor de 47e sessie komen van de lidstaten Argentinië, België, Bulgarije, Griekenland, India, Italië, Jamaica, Japan, Kazakhstan, Kenia, Libanon, Mexico, Oekraïne, Qatar, Rwanda, Saint Vincent en de Grenadines, Senegal, Turkije, Vietnam, Zambia en Zuid-Korea.
Vóór de start van de sessie bestond de werelderfgoedlijst uit 1.223 sites verdeeld over 168 landen: 952 culturele erfgoedsites, 231 natuurlocaties en 40 gemengde erkenningen. Maar daarvan zijn er in totaal al drie cultuursites die op de lijst stonden in de voorbije jaren geschrapt. Het Arabisch Oryx-heiligdom in Oman werd erkend in 1996 en geschrapt in 2007, Dresden-Elbedal in Duitsland werd ingeschreven in 2004 en geschrapt in 2009 en Maritieme handelsstad Liverpool, ingeschreven in 2004 werd geschrapt in 2021. Het aantal huidige nog erkende sites bedraagt dus voor de start 1.220, 231 natuursites, 949 cultuursites en 40 gemengde sites.
Er werden 21 cultuursites, 4 natuurerfgoedsites en 1 gemengde erfgoedsite nieuw erkend in 2025.
Sinds de 47e sessie van de Commissie voor het Werelderfgoed (2025) omvat de werelderfgoedlijst 1249 sites verspreid over 170 landen, 973 cultuursites, 235 natuursites en 41 gemengde sites.

## Verwijderd van de Lijst van bedreigd werelderfgoed
- Regenwouden van de Atsinanana (Madagascar)
- Aboe Mena (Egypte)
- Oude stad Ghadames (Libië)

## Nieuw in 2025

### Cultuurerfgoed
- cultuurlandschap Mount Mulanje, Malawi [6]
- Paleolandschap Faya, Verenigde Arabische Emiraten [7]
- Diy-Gid-Biy-cultuurlandschap van het Mandaragebergte, Kameroen [8]
- Cultuurlandschap Murujuga, Australië [9]
- Rotstekeningen langs de Bangucheon, Zuid-Korea [10]
- Khuttal, Tadzjikistan [11]
- Cambodjaanse herdenkingsplekken, Cambodja [12]
- Prehistorische sites van de Khorramabadvallei, Iran [13]
- Keizerlijke tombes van Xixia, China [14]
- Complex van monumenten en landschappen van Yen Tu, Vinh Nghiem en Con Son-Kiep Bac, Vietnam [15]
- Militaire landschappen van Maratha, India [16]
- Rotstekeningen van de Sjoelgan-Tasjgrot, Rusland [17]
- Minoïsche paleiscentra, Griekenland: Knossos, Phaistos, Malia, Zakros, Zominthos, Kydonia [18]
- Sardis en de Lydische tumuli van Bin Tepe, Turkije [19]
- De paleizen van Ludwig II van Beieren: Neuschwanstein, Linderhof, Schachen, Herrenchiemsee, Duitsland
- De megalieten van Carnac en van de kust van de Morbihan, Frankrijk [20][21]
- Graftraditie in prehistorisch Sardinië: de Domus de Janas, Italië [22]
- De Wixárikaroute langs heiligdommen naar Wirikuta (Tatehuarí Huajuyé), Mexico  [23]
- Archeologisch ensemble van 17de-eeuws Port Royal, Jamaica [24]
- De koloniale route door de landengte van Panama, Panama
- Bospark  van het Maleisisch Bosonderzoeksinstituut in Selangor, Maleisië [25]

### Natuurerfgoed
- Gola-Tiwai Complex, Sierra Leone [26]
- Kust- en mariene ecosystemen van de Bijagós Archipel – Omatí Minhô, Guinee-Bissau
- Møns Klint, Denemarken [27]
- Nationaal park Cavernas do Peruaçu, Brazilië [28]

### Gemengd erfgoed
- Kumgangsan, diamantberg van de zee, Noord-Korea [29]

### Uitbreidingen
- iSimangaliso Wetland Park - Maputo National Park (Mozambique) als grensoverschrijdende uitbreiding van iSimangaliso Wetland Park (Zuid-Afrika)
- Phong Nha-Ke Bang National Park-Hin Nam No National Park (Laos) als grensoverschrijdende uitbreiding van Phong Nha-Ke Bang National Park (Vietnam)

### Toegevoegd aan de Lijst van bedreigd werelderfgoed
1977 · 
1978 · 
1979 · 
1980 · 
1981 · 
1982 · 
1983 · 
1984 · 
1985 · 
1986 · 
1987 · 
1988 · 
1989 · 
1990 · 
1991 · 
1992 · 
1993 · 
1994 · 
1995 · 
1996 · 
1997 · 
1998 · 
1999 · 
2000 · 
2001 · 
2002 · 
2003 · 
2004 · 
2005 · 
2006 · 
2007 · 
2008 · 
2009 · 
2010 · 
2011 · 
2012 · 
2013 · 
2014 · 
2015 · 
2016 · 
2017 · 
2018 · 
2019 · 
2020-2021 ·
2022-2023 ·
2024 ·
2025